# Júlia Cortines
Júlia Cortines (Rio Bonito, 12 de dezembro de 1868 — Rio de Janeiro, 1948) foi uma poeta, e cronista brasileira, considerada um dos principais nomes do parnasianismo.

## Biografia
Com pouco mais de 20 anos começou a publicar suas obras, e, em 1894, seu livro intitulado Versos alcançou algum sucesso. O segundo, "Vibrações", lançado em 1905 constituiu-se numa revelação para o famoso crítico literário José Veríssimo, que afirmou na época:
"Os poemas de Júlia Cortines distanciam-se magnificamente da poesia de água-de-cheiro e de pó-de-arroz da musa feminina brasileira, e revelam em Júlia, mais que uma mulher que sabe sentir, alguém que sente com alma e coração e de forma que disputa primazias com nossos melhores poetas contemporâneos."